# Olivier Guégan
Olivier Guégan (Longjumeau, Francia, 20 de agosto de 1972) es un exfutbolista francés y actual entrenador. Jugó de centrocampista y actualmente está libre tras dejar el FC Sochaux de la Ligue 2.

## Carrera como jugador
En su etapa como futbolista, Guégan jugaba como mediocampista. Debutó en 1991 en las filas del SCO Angers, equipo del cual fue capitán, y posteriormente pasó por varios clubes. En 2004, logró ascender a la Ligue 2 con el Stade Brestois 29. Se retiró en 2010, siendo jugador del Stade de Reims, donde había regresado el año anterior.

## Carrera como entrenador
Stade de Reims
Tras su retirada, fue entrenador adjunto de Hubert Fournier en el Stade de Reims entre 2011 y 2013. Tras un año dirigiendo el centro de formación de la entidad, volvió a los banquillos como asistente del nuevo técnico del primer equipo, Jean-Luc Vasseur. 
Sin embargo, tras el despido de este último el 7 de abril de 2015, Guégan fue nombrado como su sustituto hasta final de temporada con el objetivo de lograr la permanencia, tarea que logró cumplir en la penúltima jornada. En total, dirigió al equipo en 7 partidos, de los cuales ganó 3 y perdió 4, y fue confirmado en el banquillo para la Ligue 1 2015-16.
Su segundo curso al frente del Stade de Reims comenzó de forma ilusionante, situando al equipo en 3.er puesto tras 5 jornadas, pero no pudo mantener esa buena racha y se fue desinflando en la clasificación de la Ligue 1, finalizando la primera vuelta de la competición como 17.º clasificado. El 23 de abril de 2016, tras perder 4 de los 5 últimos partidos, fue relevado de sus funciones como técnico del Stade de Reims, que ocupaba la 17.ª posición de la Ligue 1, con 2 puntos de ventaja sobre el primer equipo en puestos de descenso, a falta de 3 jornadas para el término del campeonato.
Grenoble
El 21 de junio de 2016, Guégan se convirtió en el nuevo técnico del Grenoble Foot 38, equipo del CFA. A pesar de lograr 2 ascensos consecutivos que llevaron al equipo francés a la Ligue 2, se desvinculó del club el 23 de junio de 2018.
Valenciennes
El 6 de junio de 2019, Guégan se incorporó al Valenciennes FC. Llevó al equipo al 7.º puesto de la clasificación de la Ligue 2 y fue renovado por 2 años más. Sin embargo, el Valenciennes se mantuvo en la zona media de la clasificación en la siguiente campaña. Finalmente, el 4 de noviembre de 2021, Guégan fue destituido a causa de los malos resultados, dejando al conjunto francés en la 16.ª posición de la Ligue 2.
Sochaux
El 25 de junio de 2022, tomó el relevo de Omar Daf como técnico del FC Sochaux. A pesar de un buen inicio de temporada, llegando a ocupar la 2.ª posición en el mes de febrero, una mala racha de resultados que hizo retroceder al equipo hasta el 6.º lugar de la Ligue 2 propició que fuera suspendido en sus funciones el 17 de mayo de 2023.

## Clubes

### Como futbolista
| Club              | País    | Año       | Partidos | Goles |
| ----------------- | ------- | --------- | -------- | ----- |
| Angers SCO        | Francia | 1991-1994 |          |       |
| ES Viry-Châtillon | Francia | 1994-1995 |          |       |
| US Lusitanos      | Francia | 1995-1998 |          |       |
| Paris FC          | Francia | 1998-2000 | 63       |       |
| Stade de Reims    | Francia | 2000-2001 | 31       |       |
| SCO Angers        | Francia | 2001-2004 | 97       |       |
| Stade Brestois 29 | Francia | 2004-2009 | 119      | 2     |
| Stade de Reims    | Francia | 2009-2010 | 32       | 0     |

### Como entrenador
| Club                     | País    | Año       | P  | PG | PE | PP | % v.  |
| ------------------------ | ------- | --------- | -- | -- | -- | -- | ----- |
| Stade de Reims (adjunto) | Francia | 2011-2013 | 78 | 28 | 24 | 26 | 35.9  |
| Stade de Reims (adjunto) | Francia | 2014-2015 | 34 | 10 | 9  | 15 | 29.41 |
| Stade de Reims           | Francia | 2015-2016 | 44 | 12 | 9  | 23 | 27.27 |
| Grenoble Foot 38         | Francia | 2016-2018 | 75 | 45 | 19 | 11 | 60    |
| Valenciennes FC          | Francia | 2019-2021 | 86 | 31 | 23 | 32 | 36.05 |
| FC Sochaux               | Francia | 2022-2023 |    |    |    |    |       |
| Fuente                   |         |           |    |    |    |    |       |